# Coffea affinis
Coffea affinis é uma espécie de planta da família Rubiaceae. É um grão de café amplamente desconhecido encontrado na África Ocidental.